# 河西省 (中華民國)

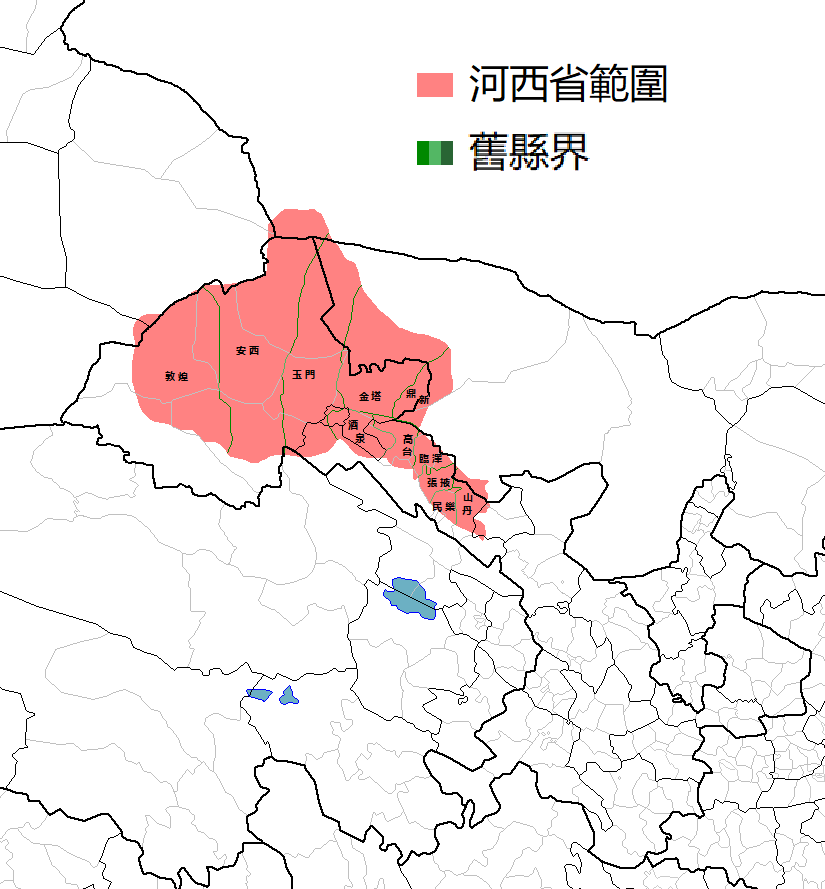
河西省在甘肅的位置

河西省，為中华民國大陆時期西北地方軍閥馬仲英所私自成立的省份，前後僅維持不到半年，而中華民國政府始終不曾承認該省的存在。
1931年2月2日，馬仲英於甘肅省張掖縣成立「河西省行政委員會」，由馬仲英就任「河西省主席」。轄有甘肅河西走廊11縣。同年4月初，與馬步芳部在河西省的東界民樂縣交戰，馬仲英敗北退至安西三縣（即敦煌、安西、玉門）。隨後因馬仲英部率部进入新疆，参加新疆內戰而消失。
河西省所轄的11縣，分別為民樂、山丹、張掖、臨澤、高台、酒泉、鼎新、金塔、玉門、安西、敦煌。